# Erythromyiella tuberculata
Erythromyiella tuberculata är en tvåvingeart som först beskrevs av Willi Hennig 1935.  Erythromyiella tuberculata ingår i släktet Erythromyiella och familjen skridflugor.
Artens utbredningsområde är Ghana. Inga underarter finns listade i Catalogue of Life.